# Naama Bernstein
Naama Bernstein (hebräisch נעמה ברנשטיין; * 18. August 1993) ist eine israelische Leichtathletin, die sich auf den Stabhochsprung spezialisiert hat.

## Sportliche Laufbahn
Erste internationale Erfahrungen sammelte Naama Bernstein im Jahr 2019, als sie bei den Balkan-Meisterschaften in Prawez mit übersprungenen 4,01 m die Bronzemedaille hinter der Türkin Buse Arıkazan und Eleni-Klaoudia Polak aus Griechenland gewann. 2022 brachte sie dann bei den Balkan-Meisterschaften in Craiova keinen gültigen Versuch zustande.
In den Jahren 2013 und 2014 sowie von 2017 bis 2022 wurde Bernstein israelische Meisterin im Stabhochsprung.

## Persönliche Bestleistungen
- Stabhochsprung: 4,30 m, 14. Juni 2021 in Tel Aviv-Jaffa
  - Stabhochsprung (Halle): 4,35 m, 3. Februar 2021 in Ostrava (israelischer Rekord)